# Constituția Belgiei
Constituția Belgiei este legea fundamentală a sistemului politic belgian. 

## Origine, modificări
Prima constituție belgiană datează din anul 1831, fiind inspirată din principiile Revoluției Franceze și din Constituția britanică. De-a lungul timpului a suferit mai multe revizuiri, dintre care primele (1893, 1920) au privit sistemul electoral iar celelalte (1970, 1988, 1993) s-au referit mai ales la transformarea statului unitar într-unul federal. A fost integral promulgată de către rege la 17 februarie 1994.

## Structura
Este compusă din 8 titluri, împărțite pe capitole și secțiuni, cuprinzând în total 198 de articole. În afară de acestea mai există o a noua secțiune, care nu conține articole propriu-zise, ci dispoziții finale și cu privire la intrarea în vigoare.

## Prevederi fundamentale
Articolul 1, revizuit prin amendament în 1993, declară că Belgia este o federație compusă din comunități și regiuni. Comunitățile sunt franceză, flamandă și germanofonă, iar regiunile sunt valonă, flamandă și bruxelleză. Fiecare comunitate are un Parlament și un Guvern propriu. Belgienii sunt egali în fața legii, libertatea individuală fiind garantată. Pedeapsa cu moartea este abolită. Libertatea de exprimare, de asociere și dreptul la învățământ sunt garantate, ca și libertatea presei.

## Puterea în stat
Puterea provine de la Națiune. Puterea este împărțită între monarh, ca șef al statului, prim-ministru ca șef al Guvernului, legislativ și curțile de justiție.

### Monarhul
Belgia este o monarhie constituțională ereditară, exclusiv pe linie masculină, cu moștenitorii legitimi ai M.S. Leopold, Chretien, Frederic de Saxe-Cobourg. Monarhul nu are putere politică, ci doar executivă. El sancționează și promulgă legile, numește miniștrii, bate monedă și conferă decorații, însă niciun act al său nu este valabil dacă nu este contrasemnat de către un ministru.

### Prim-ministrul și cabinetul
În urma alegerilor, pe baza majorității, o persoană desemnată de către rege va forma guvernul. De obicei aceeași persoană este desemnată și prim-ministru. Pe lângă guvernul federal există și guverne ale comunităților. Acestea au competențe în domeniile administrativ, cultural, în sistemul de învățământ și în relațiile cu alte comunități, inclusiv cele internaționale.

### Parlamentul
Este alcătuit din Camera Reprezentanților și din Senat. Membrii Senatului sunt aleși de către comunități și consilii, cu excepția membrilor familiei regale, care sunt senatori de drept. Camera Reprezentanților este aleasă prin vot direct. Există de asemenea și parlamente ale regiunilor.

### Puterea judecătorească
Cauzele privind drepturile civile și politice se judecă de către tribunale. Există o Curte de Casație și o Curte de Arbitraj care „veghează să nu existe conflicte între legi, decrete și reglementări”.